# A Semente do Mal
A Semente do Mal (estrenada internacionalment com Amelia's Children) és una pel·lícula de thriller de terror portuguesa del 2023 escrita i dirigida per Gabriel Abrantes i protagonitzada per Jack Haven i Carloto Cotta.

## Argument
Un home descobreix que té un germà bessó i una mare. Així que ell i la seva xicota van a les seves reunions, però tot no surt com estava previst.

## Repartiment
- Jack Haven com a Riley
- Carloto Cotta com a Ed/Manuel/Artur
- Anabela Moreira com Amelia
  - Alba Baptista com a jove Amelia
- Rita Blanco com a senyora Vieira
- Beatriz Maia com a filla de la senyora Vieira
- Nuno Nolasco com a assistent de vol
- Sónia Balacó com a Advocada

## Llançament
La pel·lícula es va estrenar el 18 de gener de 2024. Als Estats Units, la pel·lícula es va estrenar als cinemes i en VOD l'1 de març de 2024.

## Recepció
La pel·lícula té una puntuació del 46% a Rotten Tomatoes basat en 13 ressenyes.  Simon Abrams de RogerEbert.com va atorgar a la pel·lícula tres estrelles. Brennan Klein de Screen Rant va premiar la pel·lícula amb dues estrelles i mitja sobre cinc. David Ehrlich  d'IndieWire va qualificar la pel·lícula com a B-.  Chase Hutchinson de Collider va puntuar la pel·lícula amb un 3 sobre 10.
Jeannette Catsoulis de The New York Times va donar una crítica negativa a la pel·lícula i va escriure: "Una col·lisió hilarantment horrible de telenovel·la i pel·lícula de terror, Amelia's Children es tambaleja tan precàriament al cim del penya-segat de la comèdia que s'hauria desitjat que el director, Gabriel Abrantes, s'hagués atrevit a donar-li una puntada de peu cap avall".
J. Kim Murphy de Variety va donar una crítica positiva a la pel·lícula i va escriure: "Cotta té una cara apta per a la farsa, amb els ulls desconcertats i amples que Abrantes té un gran plaer en mostrar. És prou divertit només veure'l fer un passeig."